# بنجامين سترونج جونيور
بنجامين سترونج جونيور (بالإنجليزية: Benjamin Strong)‏ هو اقتصادي أمريكي، ولد في 22 ديسمبر 1872 في فيشكيل في الولايات المتحدة، وتوفي في 16 أكتوبر 1928 في نيويورك في الولايات المتحدة.

## وصلات خارجية
- بنجامين سترونج جونيور على موقع الموسوعة البريطانية (الإنجليزية)